# Comuna Ghindești, Florești
Comuna Ghindești este o comună din raionul Florești, Republica Moldova. Este formată din satele Ghindești (sat-reședință), Hîrtop, Țîra și Țîra (loc. st. c. f.).
Comuna Ghindești este așezată în partea de sud-est a raionului pe malul stâng al râului Răut în componența ei intrând localitățile Ghindești, Hârtop, Țâra și localitatea de la calea ferată Țâra. Se întinde de la Vest la Est pe o distanta de 11 km, iar de la Nord la Sud pe o distanta de 14 km și are o suprafață totală de 34,1 km². În partea de vest  se învecinează cu comunele Roșietici și Vărvăreuca, în partea de nord – cu  comunele Gura Camencii și Coșernița, în partea de est – cu comunele Cuhureștii de Sus și Pohoarne, iar în partea de sud – cu comuna Rogojeni. Ultimele două comune fac parte din raionul Șoldănești.

## Geografie

### Relief comunei
Moșia comunei Ghindești este limitată dinspre est și sud-est de valea râulețului Ciorna, dinspre sud și sud-vest de valea râului Răut, iar dinspre vest – de vâlceaua Văzdului. Din punct de vederea a principalelor unități de relief ale republicii ea se află la marginea de vest al Podișului Nistrului. Însuși relieful comunei reprezintă o câmpie deluroasă cu trecere la podiș. Cea mai mare parte a teritoriului are înălțimile absolute mai mici de 200 metri și numai partea centrală pe alocuri are altitudinile mai mari de 250 metri.
Cel mai jos punct se află în valea Răutului, lângă satul Țâra, și are înălțimea de 67 metri, iar cel mai ridicat este dealul Ghindești ce are 273,1 metri. Cu alte cuvinte adâncimea maximală a dezmembrării reliefului în localitate este de 206,1 m. Drept că acest indice pentru diferite porțiuni ale teritoriului studiat este diferit și mai mic. Astfel în zona satului Țîra adâncimea fragmentării este de egală cu 205 m, în zona situată mai la vest de Stația de cale ferată Țîra  - de 136 m, în zona plasată mai la vest de Halta Coșernița (lângă Hârtop) – de 138 m., iar în partea de vest a teritoriului, spre Gura Camencii -  de 100 m. 
Cât privește unghiul de înclinare a versanților, adică a pantelor reliefului, apoi ele, cu excepția văii Răutului, sunt mai mari în parte de nord  a moșiei, unde în valea râului Ciorna panta atinge 7-8 º. Cele mai mici valori, de numai 0,5-1º,  pantele le au în partea de sud a teritoriului, în preajma șoselei Chișinău-Soroca.  
Din punct de vedere morfologic pe moșia comunei  Ghindești se evidențiază o culme de dealuri care are direcția de la sud spre nord  și care merge paralel cu râul Ciorna. Începe ea mai la sud de satul Țâra, lingă satul Rogojeni, cu un deal nu prea înalt de 127,2 m și prelungește spre nord cu dealul de 262,0 m, amplasat mai la est de orașul Ghindești, după care urmează dealul Ghindești de 273, 1 m și mai departe dealurile de 241,0 și 271,0 . Șeile, adică lăsăturile culmei dintre aceste dealuri, nu sunt prea adânci, ele oscilând între 35m (dealurile 262,0 și Ghindești) și 45 m (dealurile Ghindești și 270,0). Pe lingă principalul șir de dealuri  mai există două dealuri situate în afara lui. Este vorba de dealul nu prea înalt de 182,5 m amplasat  cu câteva sute de metri mai la est de orașul Ghindești și de dealul cu altitudinea de 226,9 m amplasat puțin mai la nord de câmpurile de colectare și decantare a apelor reziduale ale orașului Ghindești și a fostei fabrici de zahăr din localitate. Adâncimea șeilor cu care aceste dealuri se unesc  cu culmea principală este de 10-15 m.
Afară de dealurile enumerate o parte componentă a reliefului comunei  este de asemenea și valea Răutului, care mărginește moșia dinspre vest pe o distanță de ceva mai mare de 9 kilometri. Valea râului Răut are o lărgime de 1-1,5 km și este destul de cotită. Versanții văii, în locurile de cotitură, sunt formați din stânci de calcar și au pantele destul de abrupte, pe alocuri aproape verticale cu o înălțime de circa 60 m.  În lobii meandrelor  pantele văii sunt mult mai domoale și aici se plasează satele Ghindești, Cenușa și Roșietici. Porțiunea cea mai îngustă a văii se află între satele Roșietici și Rogojeni, iar cea mai largă – între satele Cenușa și Ghindești.
Malul drept al văii Răutului ce aparține comunii este abrupt mai sus de satul Ghindești și mai ales la sud de el.. Este foarte înclinată panta văii și în satul Țâra. Cât privește malul văii în  perimetrul satului Ghindești, apoi el are panta foarte domoală, ceia ce a făcut posibilă construirea localității.  
La formarea reliefului comunei rolul principal l-au avut procesele erozionale, principalele forme de  relief fiind construite de râurile și cursurilor intermitente de apă din localitate. Formele principale de relief de aceia sunt dealurile, văile râurilor  și vâlcelele. Râpele și alunecările de teren au o răspândire limitată.
Din alte forme de relief ar trebui menționat  prezenta endocarstului. Astfel, în apropierea de satul Țâra  se află o peșteră.  Ea se află la circa 2 km de la stația de cale ferată Rogojeni, sub un deal, la  circa 100 metri de la râul Răut. Intrarea în peșteră începe sub o stâncă masivă. La început peștera este joasă și ca să te deplasezi trebuie să te apleci. Mai departe ea devine mai înaltă și te poți deplasa și în stare verticală. La 30 pași de la intrare se deschid 3 galerii: spre dreapta, spre stânga și în jos. Peștera are două ieșiri. Una este spre Răut, iar alta – de cealaltă parte a culmii dealului.

### Structura geologică și paleogeografie
Din punct de vedere tectonic comuna Ghindești este plasată la marginea de sud-est a Platformei precambriene Est Europene,  făcând  parte din subdiviziunea ei numită Platforma Moldoveneasca. Este plasată cu vreo 135 km mai la sud vest de Scutul Ucrainean. Prin partea de nord a teritoriului trece fractura tectonică a Reuțelului. Conform regionării seismice comuna se află în zona seismică de 7 grade. Fundamentul platformei, care din regiunea scutului are o cădere destul de rapidă spre sud-vest, în zona comunei se află la adâncimea de 350-400 metri și este reprezentat prin granit, sienit, gabronorit și alte  roci. 
Pânza sedimentară este formată din roci de vârstă neoproterozoică, ordoviceană, siluriană, cretacică, neogenă și antropogenă. Rocile celorlalte formațiuni stratigrafice lipsesc. 
Rocile de vârstă neoproterozoică se prezintă prin  gresii, conglomerate, argilite și aleurolite, grosimea lor oscilând între 150-190 metri. Depozitele ordoviceanului au o grosime de câțiva metri și constau din nisipuri carbonato-cuarțoase. Silurianul (mai exact silurianul inferior) are o grosime de circa 25 metri și este format din calcare sure-închise  și dolomite cu microstraturi de argile bentonitice. Cretacicul este prezent prin depunerile de vârstă cenomaniană, ce aparțin la neocretacic. Grosimea lor se estimează la 65-70 metri, în componenta lor intrând calcare albe și marne cu silex. Toate aceste formațiuni nu ies la suprafață și au fost identificate cu ajutorul sondelor forate în diferite regiuni ale republicii în același timp și pe teritoriul raionului Florești.
Rocile de vârstă neogenă prezente pe teritoriul comunei aparțin la miocenul mediu și miocenul superior. Miocenul mediu este reprezentat de nisipuri și argile de culoare verzuie ale așa numitei suite podoliene (2 m) și de calcarele argiloase și argilele de vîrstă badeniană (4-5 m), Ca și rocile precedente  cele ale miocenului mediu de asemenea  nu ies la lumina zilei, ele fiind găsite doar prin forare. 
Miocenul superior se prezintă prin depozite de vârstă eosarmațiană și mezosarmațiană. 
În componenta eosarmaianului deosebim argile diatomitice de culoare verzuie cu microstraturi de nisipuri cuarțoase și bentonită, calcare și calcare nisipoase, grosimea totală a formațiunii fiind de 45-50 metri. 
Calcarele și calcarele nisipoase se dezvelesc în valea Răutului, formând un defileu prin care curge râul. Pentru a ne cunoaște mai îndeaproape cu rocile eosarmațiene a fost efectuată descrierea unui afloriment amplasat pe malul stâng al Răutului între satele Ghindești și Stârceni mai sus de podul ce duce spre acest sat.   Aici la înălțimea de 6 metri față de nivelul apei din râu se dezvelesc:
- Nisipuri cuarțoase  de culoare albă u microstraturi de gresie și resturi  de Mactra eichvaldi și Ervilia dissita. Grosimea stratului 1 m.
- Calcare sure foarte afînate , practic nisipoase cu stratificarea încrucișată. Această stratificare e mai evidentă în partea de jos a stratului. Din resturi fosile se întâlnesc  Cardium obsoletum, Ghibbula angulata, mactra sp.  etc. Grosimea stratului – 9 m.
- Calcare sure foarte tari și dense îmbibate cu calcit. Fauna nu a putut fi colectată. Grosimea – 4-5 m.
- Nisip carbonatic format din oolite. Grosimea – 1 m.
- Conglomerat cu o cantitate mare de detrit din cochilii de moluște. Se întâlnesc Ervilia dissita, Cardium obsoletum, Gibbula angulata, Mactra sp.  și a. Grosimea – 0,8-1 m.
- Calcare sure, dense și tari care se desfac în plăci mărunte. Grosimea – 1,8-2 m.

Mai sus rocile sunt acoperite cu sol.
În cadrul depunerilor mezosarmațiene deosebim argile și calcare argiloase  pe alocuri cu straturi de nisip. Din aceste roci sînt constituite dealurile ce formează relieful contemporan al comunei.
Reieșind din structura geologică a teritoriului, adică din prezența sau absența rocilor ce aparțin la anumite perioade geologice, se poate restabili paleogeografia lui, adică când teritoriul cercetat a fost ocupat de mare și când el a avut un regim continental.
Astfel se poate trage concluzia că pe parcursul neoproterozoicului teritoriul întregii republici și, respectiv, cel studiat s-a aflat sub nivelul mării, adâncimea ei pe parcurs ba crescând, ba micșorându-se, Spre sfârșitul neoproterozoicului marea  se retrage ca în prima jumătate  a cambrianului ea să revină pe un scurt timp din nou. În neocambrian marea se retrage și revine iarăși în aceste locuri în jumătatea a doua a ordovicianului. Spre sfârșitul perioadei date marea se retrage și teritoriul dat este supus proceselor intense de denudație până la începutul silurianului. În eosilurian se stabilește din nou regimul maritim care se menține până la mijlocul perioadei. De la mijlocul silurianului și până în neocretacic (cenomanian) teritoriul cercetat a avut un regim continental și a fost supus proceselor de denudație permanentă. În vremea cenomanianului marea pătrunde nu numai pe teritoriul studiat, ci și în întreaga republică, pe fundul ei acumulîndu-se rocile carbonatice ce conțin și silex. La sfârșitul cretacicului teritoriul se ridică și marea se retrage de pe aceste meleaguri, regimul continental stabilindu-se până la mijlocul miocenului (perioada neogenă).  La mijlocul miocenului teritoriul studiat prezenta o câmpie joasă aluvială. În această câmpie unde din când pătrundea marea sau acumulat nisipurile și argilele verzui ale suitei podoliene. Mai târziu, în vremea badenianului, datorită mișcărilor de coborâre teritoriul treptat a fost ocupat de o mare nu prea adâncă cu o salinitate normală pe fundul căreia sau acumulat argile și calcare argiloase.  De menționat că în partea mai adâncă a acestei mări pe teritoriul contemporan al republicii în preajma văii de azi a Prutului sa format  șirul de recife construite din scheletele calcaroase ale algelor litotamnii  (calcare de biogerm) și cunoscute în prezent sub numirea de toltre. Ele încep  ceva mai la sud de satul Balatina raionul Glodeni și merg spre Lipcani și Briceni, trecând mai departe în  Ucraina.
Acest bazin maritim prelungește și în sarmațian, numai că datorită faptului că el pierde legătura cu oceanul, salinitatea apei sacade și ea devine salmastră. La început condițiile au fost prielnice pentru prelungirea construirii recifelor de  biogerme, care au început în badenian. Regimul maritim sa păstrat până la sfîrșitul mezosarmașianului, când marea se retrage definitiv de pe teritoriul regiunii studiate. De amintit că  pe fundul mării mezosarmațiene sau format construcții de biogerme  de tipul celor din valea Prutului, numai că formate din alte grupuri de organisme. Aceste construcții  sunt plasate în prezent pe linia Chișinău-Orhei-Camenca.
După retragerea definitivă a mării, de pe teritoriul studiat, se începe formarea reliefului contemporan. La început terenul prezenta o regiune de cămpie plană și joasă care treptat, datorită mișcărilor endogene a început să se ridice. Această ridicare a adus la intensificarea proceselor de denudație, mai ales a celor de eroziune liniară care au adus treptat la modelarea reliefului contemporan.
Rocile sarmațianului ce se dezvelesc în zona comunei Ghindești  și în împrejurimi sunt utilizate de om în calitate de substanțe minerale utile.  În primul rând ca material de construcție se folosesc calcarele. Cariere de piatră au existat în Ghindești și Țâra încă din secolul XIX. În apropiere de Ghindești  la Florești se dobândește  nisip cuarțos pentru producerea sticlei, iar în satul Prodănești sunt cunoscute rezerve industriale de argile bentonitice, care nu se exploatează, dar care pot fi utilizate la curățirea apei și a vinului.

### Clima comunei

#### Factorii climatici
Clima se formează sub influența mai multor factori, care se grupează în trei categorii și anume:  radiativi, dinamici, fizico-geografici.
Factorii radiativi sunt determinați în formarea climei, ei reprezentînd  fluxurile de radiație solară. Aici aparțin bilanțul radiativ, radiația solară sumară și durata strălucirii soarelui.  Pentru teritoriul studiat  bilanțul radiativ  anual este de circa 49 kcal/cm², în perioada caldă a anului el fiind egal cu 43 kcal/cm², iar în cea rece – cu 6 kcal/cm². Radiația solară sumară anuală este de 111 kcal/cm², cea din perioada caldă fiind de 84-84,5 kcal/cm², iar din perioada rece – de 26,5-27 kcal/cm². Cu alte cuvinte cea mai mare parte a radiației teritoriul comunei îl primește în lunile aprilie-septembrie. Cît privește durata strălucirii soarelui, apoi ea este egală cu aproximativ 1940 ore.
Factorii dinamici reprezintă circulația aerului în atmosferă, care asigură transportul de căldură și umezeală și, în consecință, determină starea vremii și particularitățile climei. Masele de aer temperat-maritim ajung în zonă dinspre nord-vestul Oceanului Atlantic  și vara ele determină o vreme mai răcoroasă și precipitații, deseori sub formă de averse., iar iarna o vreme caldă și umedă. Aerul tropical-maritim pătrunde  din latitudinile respective ale Oceanul Atlantic și Marea Mediterană, ele aducînd vreme caldă și umedă iarna și răcoroasă vara. Masele de aer temperat-continentale se deplasează dinspre est. Ele predomină vara toamna și prima jumătate a iernii. Respectiv aduc vreme secetoasă caldă vara și rece iarna. În sezonul cald din nordul Africii sau dinspre Asia de Sud-Vest uneori pătrund  mase de aer tropical-continentale care aduc  vreme foarte caldă și secetoasă. În perioada rece a anului, dinspre Nord și Nord-Est se produc invazii de aer arctic, care aduce la răcirea bruscă a timpului.
Factorii fizico-geografici ai climei sunt:  latitudinea locului, depărtarea de la oceane relieful, vegetația etc. Este clar că acești factori se manifestă în primul rînd asupra radiației solare, asupra cantităților de umezeală ce rămîn în masele de aer ce vin dinspre Oceanul Atlantic și Marea Mediterană, asupra reținerii  sau ușurării pătrunderii maselor de aer dinspre vest , nord și est și a. Toți acești factori determină direct formarea climei unor regiuni mari și mai puțin a unor teritorii mici cum ar fi cel a comunei studiate.

## Demografie
Conform datelor recensământului din 2014, comuna are o populație de 2.172 de locuitori. La recensământul din 2004 erau 2.603 locuitori.

## Administrație și politică
Componența Consiliului local Ghindești (11 consilieri), ales la 5 noiembrie 2023, este următoarea:
|  | Partid                                        | Consilieri | Componență | Componență | Componență |
|  | --------------------------------------------- | ---------- | ---------- | ---------- | ---------- |
|  | Mișcarea „Respect Moldova”                    | 3          |            |            |            |
|  | Partidul Acțiune și Solidaritate              | 3          |            |            |            |
|  | Partidul Dezvoltării și Consolidării Moldovei | 3          |            |            |            |
|  | Partidul Socialiștilor din Republica Moldova  | 2          |            |            |            |